# Doritis
Doritis Lindl. (1833). Género de la familia Orchidaceae. Este género contiene una docena de especies de orquídeas que estaban incluidas en el género Phalaenopsis y se reclasificaron en su propio género. 

## Distribución
El género  Doritis está compuesto por orquídeas epífitas. Se encuentran por el Noreste de India, Sur de China, Birmania, Vietnam, Tailandia, Malasia y Sumatra.

## Descripción
Las Doritis son orquídeas epífitas.

Las hojas de unos 11 cm son estrechas elípticamente ovoideas y redondeadas en el apéndice.

La inflorescencia basal de una longitud de 50 cm se desarrolla en tallo erecto. La floración es abundante y perfumada durando un mes. El diámetro de las flores de 4 cm algunas un poco más pequeñas. De un color pálido, a veces malva, casi uniforme, más pronunciado en el envés de los lóbulos laterales y los sépalos.

Las Doritis se pueden hibridar con géneros cercanos dando lugar a especies intergenéricas tales como las de Doritaenopsis,

## Cultivo
Se cultivan fácilmente. Se pueden desarrollar en condiciones de más sequedad que las Phalaenopsis, produciendo múltiple vástagos en poco tiempo. Florece puntualmente cada verano y duran durante meses.
- Luz

Los Doritis prefieren una luz viva, sin el sol directo del periodo del mediodía. Su ideal está entre 15.000-20.000 lux.  Para ello se pueden situar junto a una ventana orientada al este o al oeste, con un visillo o cortina fina de por medio. Sin que le de la luz directa del sol pues se le pueden quemar las hojas. Las raíces de estas orquídeas son verdes, tienen clorofila por tanto capaces de realizar la fotosíntesis, por lo que es conveniente que estén en macetas incoloras.

- Temperatura

Se desarrolla bien con la temperatura de la casa. Soporta temperaturas de entre 14 y 35 °C con preferencia de temperatura durante el día de 20-24 °C. Para hacerla florecer, hay que mantener una diferencia de temperatura de 5 °C entre el día y la noche durante un mes.
- Agua

De preferencia no calcárea y sin cloro ( usar cartuchos filtrantes si el agua disponible es muy calcárea ).
La humedad ambiental debe estar situada entre el 50 y 60%, si bien debe ser mayor cuanto más alta sea la temperatura.

- Riegos

Moderados. Hay que dejar secar un poco el compost entre dos riegos. Las raíces prefieren los compost con buen drenaje.Algunas variedades prefieren que las raíces sequen rápidamente.
- Abonos

Las orquídeas no son muy exigentes en el abonado. En primavera se les puede suministrar una fórmula estándar de 20-20-20 correspondientes al Nitrógeno, Fosfato y Potasio para estimular la nueva generación de hojas. Un abonado debe de ser seguido de 2 riegos con agua clara. Un exceso de abono puede necrosar las raíces.
- Aclareo

Normalmente al final del invierno o en la primavera, después de la floración. Toleran bien los tiestos pequeños. Utilizar de preferencia un tiesto no poroso ( nada de macetas de barro cocido ), a fin de no concentrar las sales minerales. Si no, se recomienda de humedecer el compost con agua clara de vez en cuando. Después del cambio de tiesto, esperar unas dos semanas antes de emprender el ritmo normal de riegos. Vaporizar el envés de las hojas.
- Substrato

Granulometría de fina a media, a base de corteza de pino, atapulgita o argex ( esferas de tamaño variable ), carbón vegetal, poliestireno.
Es conveniente, no solo en Phalaenopsis sino en orquídeas en general, desinfectar el medio de cultivo previo a su utilización. Un método eficaz e inocuo tanto para las plantas como para el ambiente es lograr la desinfección por acción del calor.

El proceso consiste en colocar en una asadera la mezcla preparada bien humedecida y llevarla a horno convencional durante 20 minutos a temperatura de 180 °C cuidando de que no se seque en exceso para evitar que se queme.
 
Retirar y dejar enfriar completamente. Una vez frío volver a humedecer (al plantar el sustrato siempre debe estar mojado).

- Abonos

Debido a que son plantas epífitas que viven sobre troncos de árboles y recogen el agua de lluvia que escurre no tienen grandes exigencias de abono.

Venden abonos especiales para ellas, pero basta con usar un abono para plantas de interior reduciendo su dosis a la cuarta parte, que aplicaremos cada 10-15 días en la floración y el resto del tiempo esporádicamente. 
- Reproducción

Producen innumerables semillas, pero difíciles de germinar como no estén en simbiosis con un hongo. Por lo cual, el método más fácil es mediante Keikis ( hijuelo que la planta madre emite en la vara floral, tras la floración ). Para estimular la aparición de Keikis tras la floración, se corta la vara por encima de un nudo sobre la mitad de su longitud. Luego se retira con cuidado la pielecilla que cubre las yemas de los entrenudos, con mucho cuidado para no dañar estos. Con ello conseguiremos que les llegue más luz.
 
También se puede diluir una pizca de la hormona de crecimiento vegetal (benziladenina) en agua y con un pincel dar una fino toque en el corte para estimular su aparición. Una vez el keikis ha emitido unas raíces pequeñas se puede separar de la planta madre.

- Enfermedades

Las Doritis  son resistentes a las enfermedades, siempre y cuando se les tenga una buena ventilación.

## Taxonomía
El género fue descrito por  John Lindley  y publicado en Folia Orchidacea. Acampe 1. 1853.
Etimología
Doritis: nombre genérico que deriva del griego "dory" = "lanza"; alusivo al labio alabardado, o también de "Doritis" uno de los nombres de la diosa Afrodita.

## Especies deDoritis
- Doritis bifalcis
- Doritis braceana
- Doritis ciliatum
- Doritis esmeralda
- Doritis hebe
- Doritis latifolia
- Doritis paniculata
- Doritis philippinensis
- Doritis pulcherrima
- Doritis buyssoniana (Doritis pulcherrima var. buyssoniana)
- Doritis regnieriana (Doritis pulcherrima f. regnieriana)
- Doritis regnieriana
- Doritis steffensii
- Doritis taenialis
- Doritis wightii

## Doritishíbridos intergéneros
- Aeriditis: Aerdts ( Aerides x Doritis )
- Ascovandoritis: Asvts ( Ascocentrum x Doritis x Vanda )
- Beardara: Bdra ( Ascocentrum x Doritis x Phalaenopsis )
- Dorandopsis: Ddps ( Doritis x Vandopsis )
- Doricentrum: Dctm ( Ascocentrum x Doritis )
- Doriella: Drlla ( Doritis x Kingiella )
- Doriellaopsis: Dllps ( Doritis x Kingiella x Phalaenopsis )
- Dorifinetia: Dft ( Doritis x Neofinetia )
- Doristylis: Dst ( Doritis x Rhynchostylis )
- Doritaenopsis: Dtps ( Doritis x Phalaenopsis )
- Dorthera: Dtha ( Doritis x Renanthera )
- Gastritis: Gtts ( Doritis x Gastrochilus )
- Hausermannara: Haus ( Doritis x Phalaenopsis x Vandopsis )
- Hugofreedara: Hgfda ( Ascocentrum x Doritis x Kingiella )
- Hagerara: Hgra ( Doritis x Phalaenopsis x Vanda )
- Lichtara: Licht ( Doritis x Gastrochilus x Phalaenopsis )
- Nakagawaara: Nkgwa ( Aerides x Doritis x Phalaenopsis )
- Owensara: Owsr ( Doritis x Phalaenopsis x Renanthera )
- Paulara: Plra ( Ascocentrum x Doritis x Phalaenopsis x Renanthera x Vanda )
- Pelatoritis: Pltrs ( Doritis x Pelatantheria )
- Rhyndoropsis: Rhdps ( Doritis x Phalaenopsis x Rhynchostylis )
- Roseara: Rsra ( Doritis x Kingiella x Phalaenopsis x Renanthera )
- Sladeara: Slad ( Doritis x Phalaenopsis x Sarcochilus )
- Trautara: Trta ( Doritis x Luisia x Phalaenopsis )
- Vandoritis: Vdts ( Doritis x Vanda )
- Vandewegheara: Vwga ( Ascocentrum x Doritis x Phalaenopsis x Vanda )